# Andreas Lund
Torkjell Andreas Lund (Kristiansand, 7 maggio 1975) è un ex calciatore norvegese, di ruolo attaccante.

## Carriera

### Club
Lund iniziò la carriera nello Start e vestì poi la maglia del Molde. Nel 2000 fu acquistato dal Wimbledon, per cui segno 2 reti in 11 partite (ai danni di Chelsea e Arsenal). Le mediocri prestazioni offerte in Inghilterra portano il Daily Mail a posizionarlo al trentaduesimo posto nella classifica dei 50 peggiori attaccanti nella storia della Premier League.

### Nazionale
Lund giocò 19 partite, con 7 reti, per la Norvegia under 21. Debuttò il 15 agosto 1995, nella sconfitta casalinga per 4-3 contro la Repubblica Ceca Under-21. Il 10 ottobre dello stesso anno, segnò la prima rete: realizzò un gol nel pareggio per 2-2 contro l'Inghilterra under 21.
Vestì in 8 circostanze anche la maglia della Nazionale maggiore, con 3 marcature all'attivo. Esordì il 20 maggio 1999, nella vittoria per 6-0 sulla Giamaica, in amichevole: fu proprio Lund a fissare il punteggio sul risultato finale.